# رادكليف (كنتاكي)
رادكليف (بالإنجليزية: Radcliff, Kentucky)‏ هي مدينة تقع في مقاطعة هاردين، كنتاكي بولاية كنتاكي في وسط جنوب شرق الولايات المتحدة. تبلغ مساحة هذه المدينة 29.7 (كم²)، وترتفع عن سطح البحر 235 م، بلغ عدد سكانها 21688 نسمة في عام 2010 حسب إحصاء مكتب تعداد الولايات المتحدة وتصل الكثافة السكانية فيها 739 نسمة/كم2.

## توأمة
لرادكليف (كنتاكي) اتفاقيات توأمة مع:
- مونستر

## وصلات خارجية
- cityof.radcliff.org
- The US50 - Cities and Towns in Kentucky State